# Шотовка
Шотовка (укр. Шотівка) — село в Ивановской поселковой общине Генического района Херсонской области Украины. В 2022 году, во время вторжения России на Украину, село было захвачено. На данный момент находится под оккупацией ВС РФ.
Население по переписи 2001 года составляло 743 человека. Почтовый индекс — 75421. Телефонный код — 5531. Код КОАТУУ — 6522987401.

## Местный совет
75421, Херсонская обл., Ивановский р-н, с. Шотовка, ул. Урицкого, 12